# Sam Baker
Samuel David Baker (Tustin, 30 maggio 1985) è un giocatore di football americano statunitense che gioca nel ruolo di offensive tackle per gli Atlanta Falcons della National Football League (NFL). Fu scelto nel corso del primo giro (21º assoluto) del Draft NFL 2008 dai Falcons. Al college ha giocato a football alla University of Southern California.

## Carriera professionistica

### Atlanta Falcons
Baker fu scelto nel corso del primo giro del Draft 2008 dagli Atlanta Falcons. Nella sua stagione da rookie disputò 8 partite, 5 delle quali come titolare. Nella stagione 2010 disputò per la prima volta tutte le 16 gare dell'anno come titolare, coi Falcons che terminarono col miglior record della lega (13-3). Nella stagione 2011 disputò 12 partite, 6 delle quali come titolare.

## Vittorie e premi
Nessuno

## Statistiche
| Partite totali             | 54 |
| Partite totali da titolare | 45 |